# Фридрих Геблер
Фридрих Август фон Геблер (на немски: Friedrich-August von Gebler; на руски: Фридрих Вильгельмович Геблер или Фьодор Василиевич Геблер) е германски естествоизпитател и географ на руска служба, член-кореспондент на Руската академия на науките от 1833 година.

## Биография

### Произход и образование (1781 - 1809)
Роден е на 15 декември 1781 година в Цейленроде, Саксония, в старинен дворянски род, в който предците му са заемали високи обществени длъжности в пруския и австрийския кралски дворове. Начално образование получава в родния си дом от частни учители, а след това на 16-годишна възраст постъпва в университета в Йена, където изучава медицина и естествени науки. През 1802 година се дипломира и получава докторска степен по медицина и хирургия.

### В Русия (1809 – 1850)

#### Медицинска практика в Алтай
От вестниците узнава, че руското правителство кани на работа в Русия чуждестранни специалисти и през 1809 година Геблер напуска родната Саксония и заминава за Русия. Там е изпратен на работа в Алтай, в град Барнаул, като се планира пребиваването му да продължи 6 години. През февруари 1810 година става главен лекар в Барнаулската болница. Когато през 1816 година договорът му изтича, той решава да остане в Алтай. През 1812 година Геблер получава руско поданство и се преименува на Фьодор Василиевич Геблер. Тук той се жени за рускиня, от която има 5 деца. През юли 1820 година е утвърден за главен инспектор на болниците и аптеките в целия Алтайски край.

#### Изследователска дейност
Освен с пряката си медицинска си практика Геблер развива и активна изследователска дейност в района. През 1833 година от Зиряновск се изкачва по река Бухтарма (десен приток на Иртиш) до 85º и.д., преминава на изток, а след това на юг към изворите на Бухтарма. Картира почти цялото ѝ течение (336 км), а покрай десния ѝ бряг открива хребета Листвяга (120 км, 2577 м).
През 1835 година отново от Зиряновск тръгва на североизток към река Катун, лява съставяща на Об. Установява самостоятелността на хребета Холзун (2598 м), като включва в него Коксуйския хребет (2598 м). Изкачва се по Катун и в изворната ѝ област открива първите алтайски ледници, включително Катунския ледник (дължина 8 км). Открива хребетите Южночуйски (3960 м, на изток от река Аргут, десен приток на Катун) и Катунски хребет (140 км, 4506 м), като в последния открива ледника Геблер, наименуван по-късно на негово име. Събира богата колекция от животни и растения и съставя карта на Алтай. Изработва богат хербарий от алтайска флора и голяма колекция от бръмбари, като по този начин става пионер в ентомоложкото изследване на Алтай. През 1836 година е публикуван големият му труд „Обозрение Катунских гор с их величайшей вершиной Белухой в русском Алтае“.

### Научна дейност и смърт
Геблер е сред основателите на краеведческия музей в Барнаул, съществуващ и днес, и способства за неговото развитие. От 1833 година е член-кореспондент на Руската академия на науките и на много задгранични научни дружества.
През 1849 година се пенсионира с чин статски съветник и умира на следващата година на 68-годишна възраст.

## Памет
Освен ледника Геблер, наречен на негово име, улица в Барнаул също е наименувана на него.

## Трудове
- „Catalogus Coleopterorum Sibiriae occidentalis et confinis Tartariae“ и „Additamenta“ к этому труду (1830 и 1833);
- „Verzeichniss der im Kolywano-Woskresenskischen Hüttenbezirke Süd-West-Sibiriens beobachteten Käfer etc.“ (1847 – 48);
- „Verzeichniss der von Schrenk 1840 – 43 in der östlichen Kirgisensteppe und Songarey gesammelten Käfer“.
- „Описание Салаирского края в медицинском отношении“.